# Mike Cloud
Mike Cloud (Charleston, 1 de julho de 1975) é um ex-jogador profissional de futebol americano estadunidense que foi campeão da temporada de 2003 da National Football League jogando pelo New England Patriots.
No fim da temporada de 2002, Cloud testou positivo para nandrolona em exame anti-dopagem e foi suspenso por quatro jogos na temporada seguinte.